# Jesús Guridi
Jesús Guridi "Bidaola" (født 25. september 1886 i Vitoria-Gasteiz, død 7. april 1961 i Madrid, Spanien) var en spansk/baskisk komponist, violinist, pianist, organist og dirigent.
Guridi blev oplært af sine forældre der begge var musikere, på violin og i harmonisering i sin tidlige ungdom. Han studerede senere komposition og klaver i Paris på Schola Cantorum hos bl.a. Vincent d´Indy og Gabriel Grovlez. Guridi studerede senere orgel hos Joseph Jongen i Liege. Han har skrevet en symfoni, orkesterværker, kammermusik, operaer, korværker, instrumental værker, baskisk folklore musik og orgelstykker. Guridi havde flere stillinger som organist og dirigent gennem sit liv i Spanien. Han komponerede i sen romantisk stil, men havde en stor betydning, og var en nøglefigur for udviklingen af spansk og baskisk folkloremusik i det 20. århundrede.

## Udvalgte værker
- Pyrenæisk Symfoni (1945) - for orkester
- Amaya - (1920) - opera
- Baskisk Legende (1915) - for orkester
- Et Eventyr om Don Quixote (1916) - for orkester
- 10 Baskiske melodier (1940) - for orkester
- Hyldest til Walt Disney (Symfonisk fantasi) (1956) - for klaver og orkester